# Veronika Kudermetova
Pour les articles homonymes, voir Kudermetova.
Ne pas confondre avec Polina Kudermetova, sa sœur cadette, également joueuse de tennis.
Veronika Eduardovna Kudermetova, née le 24 avril 1997 à Kazan, est une joueuse de tennis russe, professionnelle depuis 2012. 
Elle est la fille de l'ancien joueur de hockey sur glace Eduar Kudermetov (en) et la sœur ainée de Polina Kudermetova, elle aussi joueuse de tennis professionnelle.
Elle a gagné trois tournois ITF en simple et seize en double ainsi que le double du tournoi de Taïwan (catégorie WTA 125) à deux reprises, en 2016 et 2017. Elle a également remporté deux tournois en simple sur le circuit WTA.
En février 2014, elle participe à la Fed Cup avec l'équipe de Russie, mais perd son seul match contre l'Australienne Samantha Stosur.
Pour la 1re fois de sa carrière, la jeune joueuse de 25 ans accède aux 1/4 de finale d'un Grand Chelem à Roland-Garros le 30 mai 2022, en battant l'Américaine Madison Keys (1-6, 6-3, 6-1), demi-finaliste 2018.

## Carrière professionnelle

### 2019-2020. Entrée dans le Top 100
Elle commence l'année très en forme, en se sortant des qualifications à Shenzen et en battant Irina-Camelia Begu et Anastasia Pavlyuchenkova, battue par l'ancienne numéro Top 10 Vera Zvonareva (6-4, 5-7,3-6).
Elle enchaîne par des victoires lors des qualifications à l'Open d'Australie contre Jasmine Paolini (4-6, 6-1, 6-3), Anna Zaja (6-4,6-2) et Tereza Martincová (6-2, 5-7, 6-3). Ces victoires lui permettent de disputer le tableau final d'un Grand Chelem pour la première fois. Elle est néanmoins éliminée au premier tour contre l'Américaine Sofia Kenin (3-6, 6-3, 5-7). Elle sort également des qualifications chez elle, à Saint-Pétersbourg et atteint en huitièmes de finale après une victoire sur Belinda Bencic notamment. Ce résultat lui permet de rentrer dans le Top 100 pour la première fois de sa carrière.
Le 16 mars 2019, Kudermetova remporte son premier titre en catégorie WTA 125 lors du Abierto Zapopan de Guadalajara, battant en finale la tchèque Marie Bouzková en deux manches (6-2, 6-0). Elle enchaîne les mois suivants les prestations correctes (quarts de finale à Lugano, Istanbul et Nürnberg) et les éliminations d'entrée (à Miami, Charleston, Madrid et Rome). Elle dispute fin mai Roland Garros pour la première fois de sa carrière. Elle y remporte sa première victoire en Grand Chelem et la plus belle victoire de sa carrière jusqu'alors contre l'ancienne numéro une mondiale Caroline Wozniacki (0-6, 6-3, 6-3). Elle élimine ensuite la Kazakh Zarina Diyas et se fait battre au troisième tour par Kaia Kanepi (6-4, 3-6, 0-6). 
Sur gazon, elle atteint les demi-finales de Bois-le-Duc et sort des qualifications à Eatsbourne. Elle gagne ensuite un match à Wimbledon contre la qualifiée Belge Ysaline Bonaventure, mais s'incline contre Caroline Wozniacki, qui prend ainsi sa revanche. Après quelques semaines sans briller mais où elle accède désormais au Top 50, elle parvient en demi-finale à Hiroshima et Tianjin, en huitièmes de finale à Wuhan, battant au passage la Suissesse Belinda Bencic, puis se défait de la numéro quatre mondiale Elina Svitolina à Moscou pour son dernier tournoi de la saison.
Démarrant la saison à la 42e place mondiale, elle est d'abord battue dans les qualifications de Brisbane au troisième tour, puis parvient en demi-finale à Hobart. La suite de cette saison particulière, car impactée par la pandémie de Covid-19, sera assez décevant, avec des éliminations au premier tour à l'Open d'Australie, Prague (battue par Eugenie Bouchard, 330e mondiale en deux sets secs), l'Us Open, Rome, et au second tour à Saint-Pétersbourg (contre la huitième mondiale Kiki Bertens), Doha (éliminée par Belinda Bencic, 9e joueuse mondiale), Dubaï et Roland Garros. Elle parviendra tout de même en quarts de finale au WTA 1000 de New York (son meilleur résultat de la saison) et à Ostrava, éliminant à chaque fois la Tchèque Karolína Plíšková, ainsi qu'à Linz mi-novembre pour terminer sa saison.

### 2021. Premier titre WTA à Charleston, finale à Wimbledon en double
Elle commence l'année en forme en battant lors du tournoi d'Abu Dhabi Anett Kontaveit (7-5, 6-1), la qualifiée Bianca Rurati (6-2, 6-1), Paula Badosa (6-4, 4-6, 6-1) puis deux Ukrainiennes, Elina Svitolina, numéro cinq mondiale dans un match disputé (5-7, 6-3, 7-6) et Marta Kostyuk (7-6, 6-4) pour jouer la deuxième finale de sa carrière, la première dans un WTA 500. Elle s'incline en finale contre la Biélarusse Aryna Sabalenka (2-6, 2-6).
Les mois suivants sont mitigés, avec des premiers tours à Adelaïde et Doha et des deuxièmes tours à Melbourne, Dubaï et Miami (battue de nouveau par Aryna Sabalenka). Elle égale cependant sa meilleure performance à l'Open d'Australie en atteignant pour la deuxième année de suite le troisième tour, battue par la Roumaine Simona Halep (1-6, 3-6) et s'inclinant contre sa compatriote, Daria Kasatkina mi-mars en quarts de finale de Saint-Pétersbourg.
Le 11 avril 2021, Kudermetova remporte son premier titre sur le circuit WTA lors du Charleston Open, battant au cours du tournoi Desirae Krawczyk (6-1, 6-2), Emma Navarro (6-4, 6-4) et Sloane Stephens (6-3 6-4), trois Américaines, la qualifiée Kurumi Nara (6-0, 6-3), de nouveau Paula Badosa (6-3, 6-3) en demi et en finale la Monténégrine Danka Kovinić en deux manches (6-4, 6-2). Elle gagne ainsi le deuxième tournoi de sa carrière, le premier sur terre battue.
Elle enchaîne fin avril avec une demi-finale à Istanbul perdue contre Elise Mertens, tête de série numéro une, ainsi que deux huitièmes de finale aux WTA 1000 de Madrid (éliminant Kiki Bertens) et Rome (s'inclinant contre la numéro un mondiale Ashleigh Barty).
Elle enchaîne par la suite les résultats décevants, s'inclinant au deuxième tour à Roland Garros, Berlin (contre la 102e mondiale Liudmila Samsonova), Montréal, Cincinnati, Indian Wells (prenant sa revanche contre la Russe mais battue par la numéro quatre mondiale Iga Świątek) et Moscou, éliminée d'entrée à Eastbourne, Wimbledon, l'US Open et Ostrava. Elle emporte deux victoires consécutives une seule fois en six mois à Chicago, éliminée par la Kazakh Elena Rybakina en huitièmes de finale (6-7, 5-7).

### 2022. 1/4 à Roland-Garros et entrée dans le Top 10 en simple, victoire au Masters et numéro deux mondiale en double
Elle commence l'année avec trois victoires, à Melbourne, contre Viktória Kužmová, Madison Brengle et Anastasia Potapova. Elle accède à la finale du tournoi grâce à l'abandon de la Japonaise Naomi Osaka et est battue par la Roumaine et ancienne numéro une mondiale Simona Halep (2-6, 3-6). Elle égale sa meilleure performance deux semaines plus tard à l'Open d'Australie dans un tournoi du Grand Chelem, en parvenant au troisième tour, battue par la Grecque María Sákkari, numéro huit mondiale (4-6, 1-6).
Après avoir perdue d'entrée à Saint-Pétersbourg contre Belinda Bencic après un duel serré (2-6, 6-4, 6-7), elle parvient une nouvelle fois en finale d'un tournoi WTA à Dubaï en éliminant l'ancienne numéro une mondiale Victoria Azarenka (6-3, 6-4), puis l'Espagnole Garbiñe Muguruza (3-6, 6-4, 6-4) pour la première fois en quatre confrontations. Elle accède en finale grâce à une nouvelle victoire sur la Suissesse Jil Teichmann (6-2, 5-7, 6-4) puis bénéficie du forfait de Markéta Vondroušová. Elle perd en finale contre la Lettone Jeļena Ostapenko (0-6, 4-6). 
Après une nouvelle défaite au premier tour à Doha contre Arantxa Rus, elle enchaîne les bons résultats avec un quart de finale à Indian Wells, sa meilleure performance dans un Premier Mandatory et un troisième tour à Miami perdu contre Petra Kvitová. 
Elle dispute mi-avril sa troisième finale de l'année à Istanbul après avoir éliminé la qualifiée Marina Melnikova, avoir bénéficié du forfait d'Ana Bogdan, puis battue la Hongroise Anna Bondár et la Roumaine Sorana Cîrstea. Elle perd néanmoins sa troisième finale contre la qualifiée Russe Anastasia Potapova (3-6, 1-6).
Après deux défaites à  Madrid contre la locale, numéro deux mondiale Paula Badosa et à Rome, elle dispute Roland-Garros. Elle bat lors de ce tournoi la chinoise Zhu Lin (6-4, 3-6, 6-3), la qualifiée Aleksandra Krunić (6-3, 6-3) et parvient en huitièmes de finale pour la première fois de sa carrière en Grand Chelem grâce à l'abandon de l'Espagnole Paula Badosa (6-3, 2-1). Elle élimine ensuite l'Américaine Madison Keys (1-6, 6-3, 6-1), puis se fait battre par sa compatriote Daria Kasatkina (4-6, 6-7). 
Elle enchaîne les semaines suivants les résultats réguliers malgré l'interdiction de disputer Wimbledon. Elle atteint ainsi les demi-finale de Bois-le-Duc, battue par Ekaterina Alexandrova et les quarts de finale à Berlin éliminant au premier tour la Biélorusse Aryna Sabalenka, première victoire sur une Top 10 sur gazon et première victoire contre elle. Début août, elle bat en quarts de finale de San Jose la Tunisienne Ons Jabeur (7-6, 6-2), mais perd au tour suivant contre l'Américaine Shelby Rogers. 
Après deux défaites au premier tour de Toronto et en huitièmes de finale Cincinnati, toutes les deux contre la qualifiée Australienne Ajla Tomljanović, elle dispute l'US Open. Eliminant Donna Vekić, Maryna Zanevska et Dalma Gálfi, elle rallie pour la deuxième fois de sa carrière les huitièmes de finale d'un tournoi du Grand Chelem. Elle est néanmoins battue par Ons Jabeur, pour la première fois en quatre confrontations (6-7, 4-6).
Elle enchaîne au cours des mois suivants deux demi-finales à Tokyo et Monastir. En octobre, elle accède à un deuxième quart de finale à Guadalajara, en battant la Croate Donna Vekić et la Lettone Jeļena Ostapenko, elle s'incline ensuite face à María Sákkari en trois sets pour la deuxième fois de l'année (1-6, 7-5, 4-6).
En novembre, à Fort Worth (Texas), elle remporte les Masters en double avec sa partenaire Elise Mertens.

### 2023.2etitre à Tokyo, demi-finale à Madrid et Rome et titre en double à Dubaï
Son année commence par une défaite en quarts de finale du tournoi d'Adelaïde 1 contre la Roumaine Irina-Camelia Begu (5-7, 4-6). Au tournoi d'Adelaïde 2, la semaine suivante, elle élimine l'ancienne numéro une mondiale Victoria Azarenka, profite du forfait de sa compatriote Ekaterina Alexandrova, puis s'impose contre l'Américaine Danielle Collins dans un match serré (4-6, 7-6, 6-1) pour rallier les demi-finales. Elle est contrainte de déclarer forfait et laisse la Suissesse Belinda Bencic disputer la finale. Elle dispute mi-janvier son cinquième Open d'Australie et après une victoire sur la Belge Maryna Zanevska (6-2, 7-6), elle s'incline contre la qualifiée 113e mondiale Katie Volynets (4-6, 6-2, 2-6).
Ancienne finaliste à Abou Dhabi, elle parvient cette année en quarts de finale après une victoire sur la Belge Elise Mertens (6-1, 7-5) mais s'incline contre sa compatriote Liudmila Samsonova au tour suivant (3-6, 3-6). Elle élimine la semaine suivante à Doha la Tchèque Barbora Krejčíková (6-4, 3-6, 7-6) et les Américaines Sofia Kenin (6-2, 7-5) et Coco Gauff (6-2, 3-6, 6-1). Elle parvient alors en demi-finale mais s'incline très sèchement contre la numéro un Iga Świątek (0-6, 1-6).
Une semaine plus tard, elle est battue dès le premier tour par l'Ukrainienne Anhelina Kalinina (3-6, 7-5, 5-7) alors qu'elle était finaliste l'année précédente à Dubaï et mi-mars, elle s'impose contre sa compatriote Anna Blinkova (6-3, 6-4) avant de tomber contre l'ancienne numéro une mondiale Karolína Plíšková (1-6, 5-7) à Indian Wells. Elle se fait sortir par une autre Tchèque, Markéta Vondroušová (4-6, 2-6) au premier tour de Miami, puis d'entrée à Charleston par sa compatriote Diana Shnaider, 95e mondiale (4-6, 3-6) et à Stuttgart par l'Américaine Coco Gauff (2-6, 6-4, 6-7).

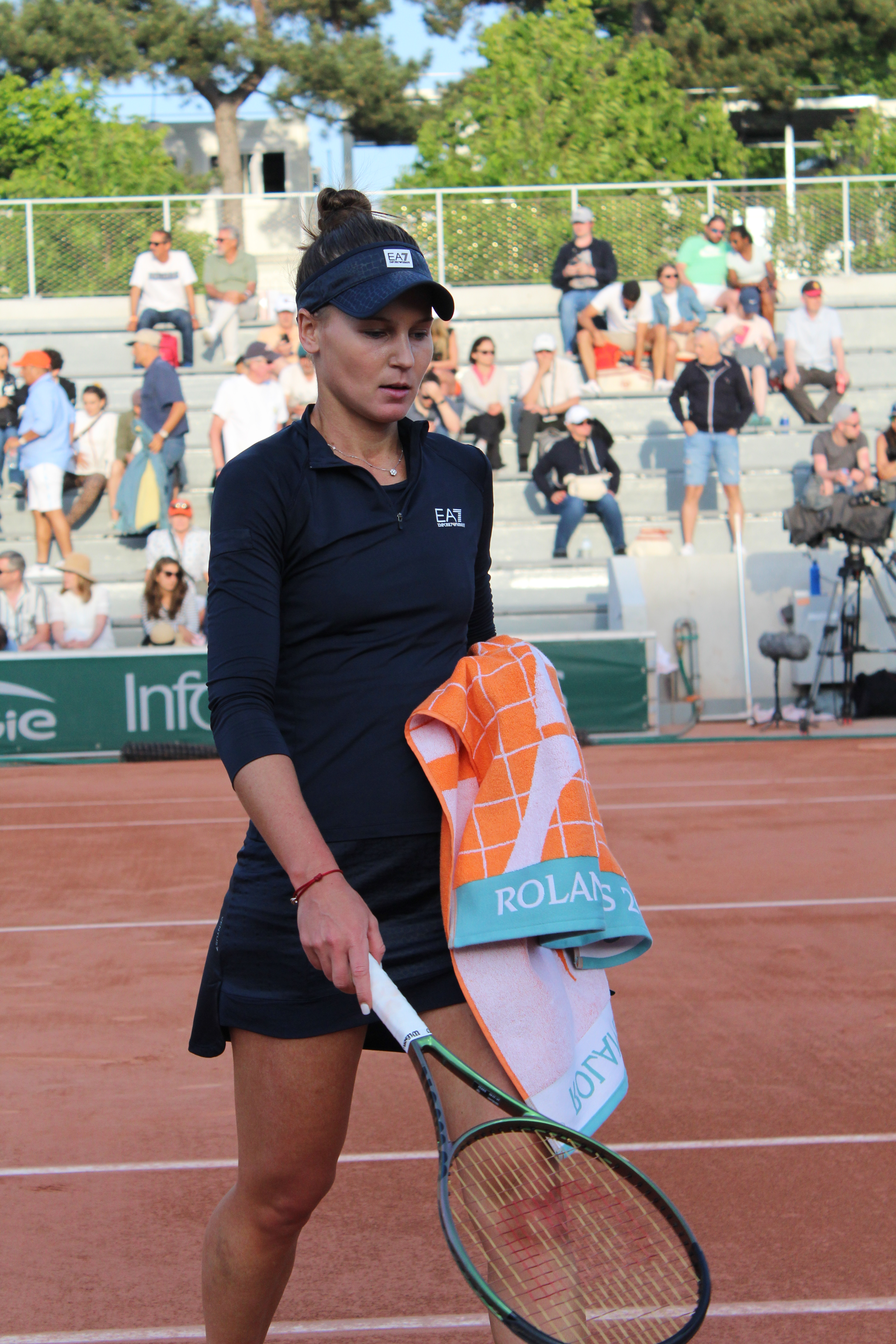
Veronika Kudermetova au premier tour de Roland-Garros 2023.

Elle retrouve des couleurs lors du tournoi de Madrid fin avril. Elle se défait d'abord de la locale Nuria Párrizas Díaz (6-3, 4-6, 6-2) puis de ses compatriotes Anastasia Potapova (7-5, 5-7, 6-3) et Daria Kasatkina (7-5, 1-6, 7-6) pour jouer les quarts de finale. Elle sort alors la numéro trois mondiale et finaliste l'année passée Jessica Pegula (6-4, 0-6, 6-4) pour jouer sa première demi-finale en WTA 1000 de sa carrière. Elle affronte la numéro une Iga Świątek qui ne lui laisse que deux petits jeux pour aller en finale (1-6, 1-6). Elle confirme sa bonne forme à Rome en arrivant de nouveau aux portes de la finale, éliminant sur son passage comme à Madrid l'Espagnole Nuria Párrizas Díaz (7-5, 6-2) et sa compatriote Anastasia Potapova (7-5, 3-6, 6-1), puis la Tchèque Marie Bouzková (6-2, 6-2) et la Chinoise Zheng Qinwen (3-6, 6-3, 6-4), révélation de l'année 2022. Elle chute néanmoins de nouveau en demi-finale contre l'Ukrainienne surprise Anhelina Kalinina (5-7, 7-5, 2-6).
Elle ne confirme pas ses bonnes dispositions à Roland Garros en étant éliminée par la Slovaque Anna Karolína Schmiedlová (3-6, 1-6) dès le premier tour.
Elle dispute sa première finale de l'année à s'Hertogenbosh en tant que tête de série numéro une en battant sur abandon Alison Riske (6-3, 3-0 ab.), la qualifiée Carol Zhao (6-1, 6-3), l'invitée Céline Naef et la Slovaque Viktória Kužmová sur le même score (6-3, 6-2). Elle affronte la tenante du titre pour sa première finale sur gazon, sa compatriote Ekaterina Alexandrova (6-4, 4-6, 6-7) et s'incline. Elle enchaîne avec un quart de finale à Berlin, tournoi durant lequel elle bat la Chinoise Zheng Qinwen pour la deuxième fois cette année (6-4, 6-2) et la numéro deux mondiale Aryna Sabalenka comme l'année dernière (6-2, 7-6). Elle déclare forfait contre sa compatriote Ekaterina Alexandrova qu'elle avait tout juste affronté.
À Wimbledon, elle gagne un match pour la première fois depuis quatre ans contre l'Estonienne Kaia Kanepi (7-6, 6-4) mais s'incline au tour suivant contre la Tchèque Markéta Vondroušová (3-6, 3-6).
Elle s'envole début août disputer la tournée américaine. Sa préparation à l'US Open est rapide puisqu'elle est éliminée dès le premier tour à Cincinnati contre l'ancienne numéro une, désormais 497e Venus Williams, qui à 43 ans la sort (6-4, 7-5) et au deuxième tour de Cleveland contre la repêchée Sara Sorribes Tormo (4-6, 1-6). Il s'ensuit une défaite logique dès le premier tour du Grand Chelem américain contre la locale Bernarda Pera (5-7, 4-6).
Elle rebondit à Tokyo où elle élimine d'abord la qualifiée Harriet Dart (6-3, 7-6) et l'Américaine Kayla Day (6-3, 6-3). Elle sort en quarts de finale une grande performance en éliminant la numéro deux mondiale Iga Świątek (6-2, 2-6, 6-4) pour la première fois en cinq duels contre la Polonaise. Elle affronte et sort sa compatriote Anastasia Pavlyuchenkova (7-6, 6-7, 6-3) en demi et se qualifie pour sa deuxième finale de la saison. Elle y affronte la numéro quatre mondiale Jessica Pegula et sort vainqueur (7-5, 6-1), ce qui lui permet de remporter son deuxième titre sur le circuit, le premier sur dur. 
Elle tente sa chance à Pékin, le dernier WTA 1000 de l'année et y gagne son premier match, renversant étonnamment Lesia Tsurenko (3-6, 6-0, 6-0) mais voit ses dernières chances de participer au masters de fin d'année s'envoler à la suite de sa défaite contre l'Américaine Coco Gauff, numéro trois mondiale et récente vainqueur de l'US Open (6-7, 2-6). Elle s'incline en fin d'année à Zhengzhou d'entrée contre sa vieille compatriote qualifiée, Vera Zvonareva (2-6, 6-7).

### 2024. Sortie du Top 50
La Russe commence son année par une victoire contre la repêchée Ashlyn Krueger (6-2, 7-5) pour son premier match à Adélaïde mais enchaîne une défaite face à sa compatriote Ekaterina Alexandrova (4-6, 4-6). Son début de saison maussade voit trois défaites consécutives, au premier tour de l'Open d'Australie contre Viktorija Golubic (6-7, 6-1, 1-6) qui remporte alors son premier match en huit participations au tableau final du Majeur australien, puis contre les qualifiées Heather Watson, 156e à Abou Dhabi (3-6, 5-7) et Danielle Collins (5-7, 3-6) à Doha. Elle retrouve la victoire à Dubaï, au terme d'un match étriqué contre l'invitée Dayana Yastremska, récente demi-finaliste à l'Open d'Australie (6-0, 1-6, 6-0) avant de sombrer contre la Roumaine Sorana Cîrstea (1-6, 4-6). Elle atteint également le troisième tour à Indian Wells, sortant la qualifiée Nao Hibino qui vient de remporter son premier match dans le tournoi californien (6-1, 7-5) puis est éjectée du tableau par la vétéran ancienne numéro une Angelique Kerber, qui joue sa dernière saison (4-6, 5-7). Elle boucle sa tournée sur dur par une défaite sans relief contre Wang Xinyu (3-6, 2-6).
Elle parvient à Charleston à gagner deux matchs consécutifs depuis près de six mois contre l'invitée Shelby Rogers (7-6, 6-4) et l'ancienne demi-finaliste de Roland Garros, Beatriz Haddad Maia (7-5, 6-1), treizième mondiale. Elle ne confirme pas en s'inclinant en quarts contre la septième au classement WTA, María Sákkari (2-6, 4-6). S'envolant pour la terre battue européenne, elle remporte son seul match de cette tournée sur ocre difficilement face à l'ancienne numéro deux mondiale Barbora Krejčíková (5-7, 6-4, 6-4), sortie après une belle lutte par Elena Rybakina, numéro quatre mondiale au deuxième tour à Stuttgart (6-7, 6-1, 4-6).
Elle subit trois contre-performances notables à Madrid contre l'Argentine María Carlé (4-6, 4-6) qui joue son premier WTA 1000 en carrière, à Rome, écrasée de nouveau par Angelique Kerber (3-6, 0-6) et à Roland Garros, sortie par la Tchèque Marie Bouzková (2-6, 4-6). Elle brise sa série de défaites à Bois-Le-Duc contre la Chinoise Bai Zhuoxuan (7-5, 6-1) mais ne se rassure pas en étant battu par Dalma Gálfi (3-6, 6-3, 5-7), 138e. Elle sort des qualifications à Berlin, passe un tour, renversant sa compatriote Liudmila Samsonova (3-6, 6-4, 6-4), ancienne lauréate et quinzième mondiale avant de subir de nouveau la loi d'Elena Rybakina (4-6, 5-7), ancienne finaliste de Wimbledon. Renversant à Bad Homburg contre la jeune Diane Parry (3-6, 7-5, 6-1), elle ne fait pas le poids contre la revenante Caroline Wozniacki (2-6, 4-6) ancienne numéro une et invitée par les organisateurs. Elle offre une belle lutte au premier tour de Wimbledon contre Barbora Krejčíková (6-7, 7-6, 5-7), ayant hérité au tirage de la future gagnante surprise du tournoi londonien.
Deux nouvelles défaites renversantes sont subies par la Russe à Monterrey encore contre María Carlé (6-1, 5-7, 4-6) et à l'US Open face à Elise Mertens (6-3, 4-6, 3-6). Elle gagne contre la modeste Sachia Vickery (6-4, 6-4) à Guadalajara avant de craquer dans un match serré contre Camila Osorio (6-7, 7-6, 5-7) dans lequel elle a menée 5-0 au dernier set. Elle parvient en demi-finale de Séoul en septembre, sa meilleure performance de l'année en sortant la Chinoise Zhang Shuai (6-4, 6-3), la tête de série numéro deux Liudmila Samsonova (6-4, 6-2) et la Bulgare Viktoriya Tomova (7-5, 6-3), seulement battue par la revancharde ancienne Top 10 Beatriz Haddad Maia (4-6, 4-6). Elle continue la tournée asiatique avec un second tour à Pékin, sortie par la numéro trois mondiale Jessica Pegula, finaliste récente de l'US Open malgré le gain du premier set (7-6, 1-6, 2-6) après avoir battu la locale Wang Xinyu (3-6, 6-4, 7-5), passant à deux points de perdre le match. Cette défaite l'éjecte hors du Top 50. Elle voit Beatriz Haddad Maia l'arrêter de nouveau à Wuhan (1-6, 4-6), prenant néanmoins sa revanche sur Marie Bouzková (6-4, 7-6). Enfin, elle termine l'année par deux nouvelles défaites à Osaka contre la qualifiée roumaine Ana Bogdan, 111e mondiale (2-6, 2-6) et à Tokyo contre Viktoriya Tomova (6-7, 3-6).

### 2025. Demi-finale à Cincinnati et 1/8eà l'Open d'Australie
Elle ne fait qu'une bouchée à l'Open d'Australie de la locale Olivia Gadecki (6-1, 6-1) avant de connaître plus de difficultés contre la Britannique Katie Boulter (7-6, 2-6, 6-2), rejoignant le troisième tour d'un Majeur pour la première fois depuis deux ans et demi. Elle aligne un nouveau succès contre la Brésilienne Beatriz Haddad Maia, quart de finaliste du dernier US Open et ancienne Top 10 (6-4, 6-2) ce qui lui permet de découvrir pour la première fois de sa carrière la deuxième semaine du premier Grand Chelem de l'année. Elle perd au tour suivant contre l'ancienne numéro trois Elina Svitolina (4-6, 1-6) en huitièmes de finale.
Elle refait parler d'elle en août, à Cincinnati où elle sort la Néerlandaise Suzan Lamens (6-1, 6-3), la Suissesse Belinda Bencic, récente demi-finaliste à Wimbledon (6-4, 7-6) et la Danoise Clara Tauson, ayant rejoint le dernier carré la semaine passée à Montréal (3-6, 7-6, 6-4), ce qui lui permet de participer aux huitièmes de finale d'un WTA 1000 pour la première fois depuis deux ans. Elle profite d'un tableau ouvert et élimine Magda Linette (6-4, 6-3) et la qualifiée surprise Française Varvara Gracheva (6-1, 6-2) pour accéder au dernier carré d'un tournoi de cette catégorie pour la troisième fois dans sa carrière. Elle revient au score dans la deuxième manche contre l'Italienne Jasmine Paolini mais doit céder (3-6, 7-6, 3-6) contre la neuvième joueuse mondiale.

## Palmarès

### Titres en simple dames
| No | Date       | Nom et lieu du tournoi        | Catégorie | Dotation  | Surface      | Finaliste      | Score    |          |
| -- | ---------- | ----------------------------- | --------- | --------- | ------------ | -------------- | -------- | -------- |
| 1  | 05-04-2021 | Volvo Car Open, Charleston    | WTA 500   | 565 530 $ | Terre (ext.) | Danka Kovinić  | 6-4, 6-2 | Parcours |
| 2  | 25-09-2023 | Toray Pan Pacific Open, Tokyo | WTA 500   | 780 637 $ | Dur (ext.)   | Jessica Pegula | 7-5, 6-1 | Parcours |

### Finales en simple dames
| No | Date       | Nom et lieu du tournoi            | Catégorie | Dotation  | Surface      | Vainqueure            | Score          |          |
| -- | ---------- | --------------------------------- | --------- | --------- | ------------ | --------------------- | -------------- | -------- |
| 1  | 06-01-2021 | Abu Dhabi Open, Abou Dabi         | WTA 500   | 565 530 $ | Dur (ext.)   | Aryna Sabalenka       | 6-2, 6-2       | Parcours |
| 2  | 04-01-2022 | Melbourne Summer Set 1, Melbourne | WTA 250   | 239 477 $ | Dur (ext.)   | Simona Halep          | 6-2, 6-3       | Parcours |
| 3  | 14-02-2022 | Tennis Championships, Dubaï       | WTA 500   | 703 580 $ | Dur (ext.)   | Jeļena Ostapenko      | 6-0, 6-4       | Parcours |
| 4  | 18-04-2022 | Istanbul Championship, Istanbul   | WTA 250   | 239 477 $ | Terre (ext.) | Anastasia Potapova    | 6-3, 6-1       | Parcours |
| 5  | 12-06-2023 | Libéma Open, Bois-le-Duc          | WTA 250   | 259 303 $ | Gazon (ext.) | Ekaterina Alexandrova | 4-6, 6-4, 7-63 | Parcours |

### Titres en double dames
| No | Date       | Nom et lieu du tournoi                     | Catégorie    | Dotation    | Surface      | Partenaire               | Finalistes                            | Score             |          |
| -- | ---------- | ------------------------------------------ | ------------ | ----------- | ------------ | ------------------------ | ------------------------------------- | ----------------- | -------- |
| 1  | 22-09-2019 | Dongfeng Motor Open Wuhan                  | Premier 5    | 2 527 250 $ | Dur (ext.)   | Duan Ying-Ying           | Elise Mertens Aryna Sabalenka         | 7-63, 6-2         | Parcours |
| 2  | 19-04-2021 | Tournoi d'Istanbul Istanbul                | WTA 250      | 235 238 $   | Terre (ext.) | Elise Mertens            | Nao Hibino Makoto Ninomiya            | 6-1, 6-1          | Parcours |
| 3  | 14-02-2022 | Tennis Championships Dubaï                 | WTA 500      | 703 580 $   | Dur (ext.)   | Elise Mertens            | Lyudmyla Kichenok Jeļena Ostapenko    | 6-1, 6-3          | Parcours |
| 4  | 09-05-2022 | Internazionali d'Italia Rome               | WTA 1000     | 2 527 250 $ | Terre (ext.) | Anastasia Pavlyuchenkova | Gabriela Dabrowski Giuliana Olmos     | 1-6, 6-4, [10-7]  | Parcours |
| 5  | 31-10-2022 | WTA Finals Fort Worth Fort Worth           | Masters      | 5 000 000 $ | Dur (int.)   | Elise Mertens            | Barbora Krejčíková Kateřina Siniaková | 6-2, 4-6, [11-9]  | Parcours |
| 6  | 19-02-2023 | Dubai Duty Free Tennis Championships Dubaï | WTA 1000     | 2 788 468 $ | Dur (ext.)   | Liudmila Samsonova       | Latisha Chan Chan Hao-ching           | 6-4, 64-7, [10-1] | Parcours |
| 7  | 23-10-2023 | WTA Elite Trophy Zhuhai                    | Elite Trophy | 2 419 844 $ | Dur (int.)   | Beatriz Haddad Maia      | Miyu Kato Aldila Sutjiadi             | 6-3, 6-3          | Parcours |
| 8  | 15-04-2024 | Porsche Tennis Grand Prix Stuttgart        | WTA 500      | 922 573 $   | Terre (int.) | Chan Hao-ching           | Ulrikke Eikeri Ingrid Neel            | 4-6, 6-3, [10-2]  | Parcours |
| 9  | 30-06-2025 | The Championships Wimbledon                | G. Chelem    | NC          | Gazon (ext.) | Elise Mertens            | Hsieh Su-wei Jeļena Ostapenko         | 3-6, 6-2, 6-4     | Parcours |

### Finales en double dames
| No | Date       | Nom et lieu du tournoi                    | Catégorie | Dotation     | Surface      | Vainqueures                         | Partenaire        | Score               |          |
| -- | ---------- | ----------------------------------------- | --------- | ------------ | ------------ | ----------------------------------- | ----------------- | ------------------- | -------- |
| 1  | 01-04-2019 | Volvo Car Open Charleston                 | Premier   | 757 900 $    | Terre (ext.) | Anna-Lena Grönefeld Alicja Rosolska | Irina Khromacheva | 7-67, 6-2           | Parcours |
| 2  | 08-04-2019 | Samsung Open Lugano                       | Intern'l  | 226 750 $    | Terre (ext.) | Sorana Cîrstea Andreea Mitu         | Galina Voskoboeva | 1-6, 6-2, [10-8]    | Parcours |
| 3  | 28-06-2021 | The Championships Wimbledon               | G. Chelem | 35 016 000 $ | Gazon (ext.) | Hsieh Su-wei Elise Mertens          | Elena Vesnina     | 3-6, 7-5, 9-7       | Parcours |
| 4  | 06-10-2021 | BNP Paribas Open Indian Wells             | WTA 1000  | 8 761 725 $  | Dur (ext.)   | Hsieh Su-wei Elise Mertens          | Elena Rybakina    | 7-61, 6-3           | Parcours |
| 5  | 20-02-2022 | Qatar Open Doha                           | WTA 1000  | 2 331 698 $  | Dur (ext.)   | Coco Gauff Jessica Pegula           | Elise Mertens     | 3-6, 7-5, [10-5]    | Parcours |
| 6  | 22-03-2022 | Miami Open Miami                          | WTA 1000  | 8 369 455 $  | Dur (ext.)   | Laura Siegemund Vera Zvonareva      | Elise Mertens     | 7-63, 7-5           | Parcours |
| 7  | 06-06-2022 | Libéma Open Bois-le-Duc                   | WTA 250   | 203 024 €    | Gazon (ext.) | Ellen Perez Tamara Zidanšek         | Elise Mertens     | 6-3, 5-7, [12-10]   | Parcours |
| 8  | 17-06-2024 | ecotrans Ladies Open Berlin               | WTA 500   | 922 573 $    | Gazon (ext.) | Wang Xinyu Zheng Saisai             | Chan Hao-ching    | 6-2, 7-5            | Parcours |
| 9  | 23-06-2024 | Bad Homburg Open by Solarwatt Bad Homburg | WTA 500   | 922 573 $    | Gazon (ext.) | N. Melichar-Martinez Ellen Perez    | Chan Hao-ching    | 4-6, 6-3, [10-8]    | Parcours |
| 10 | 25-09-2024 | China Open Pékin                          | WTA 1000  | 8 955 610 $  | Dur (ext.)   | Sara Errani Jasmine Paolini         | Chan Hao-ching    | 6-4, 6-4            | Parcours |
| 11 | 22-04-2025 | Mutua Madrid Open Madrid                  | WTA 1000  | 8 963 700 $  | Terre (ext.) | Sorana Cîrstea Anna Kalinskaya      | Elise Mertens     | 610-7, 6-2, [12-10] | Parcours |
| 12 | 06-05-2025 | Internazionali BNL d'Italia Rome          | WTA 1000  | 6 911 032 $  | Terre (ext.) | Sara Errani Jasmine Paolini         | Elise Mertens     | 6-4, 7-5            | Parcours |

### Titre en simple en WTA 125
| No | Date       | Nom et lieu du tournoi   | Catégorie | Dotation  | Surface    | Finaliste      | Score    |          |
| -- | ---------- | ------------------------ | --------- | --------- | ---------- | -------------- | -------- | -------- |
| 1  | 11-03-2019 | Abierto Zapopan, Zapopan | WTA 125   | 115 000 $ | Dur (ext.) | Marie Bouzková | 6-2, 6-0 | Parcours |

### Titres en double en WTA 125
| No | Date       | Nom et lieu du tournoi       | Catégorie | Dotation  | Surface         | Partenaire        | Finalistes                       | Score             |          |
| -- | ---------- | ---------------------------- | --------- | --------- | --------------- | ----------------- | -------------------------------- | ----------------- | -------- |
| 1  | 14-11-2016 | Taipei WTA Challenger Taipei | WTA 125   | 125 000 $ | Moquette (int.) | Natela Dzalamidze | Chang Kai-chen Chuang Chia-jung  | 4-6, 6-3, [10-5]  | Parcours |
| 2  | 13-11-2017 | Taipei OEC Open Taipei       | WTA 125   | 125 000 $ | Moquette (int.) | Aryna Sabalenka   | Monique Adamczak Naomi Broady    | 2-6, 7-65, [10-6] | Parcours |
| 3  | 29-10-2018 | Mumbai Open Bombay           | WTA 125   | 115 000 $ | Dur (ext.)      | Natela Dzalamidze | Bibiane Schoofs Barbora Štefková | 6-4, 7-6          | Parcours |
| 4  | 05-11-2018 | Open de Limoges Limoges      | WTA 125   | 115 000 $ | Dur (int.)      | Galina Voskoboeva | Timea Bacsinszky Vera Zvonareva  | 7-5, 6-4          | Parcours |

## Parcours en Grand Chelem

### En simple dames
| Année | Open d'Australie | Open d'Australie  | Internationaux de France | Internationaux de France | Wimbledon       | Wimbledon           | US Open         | US Open              |
| ----- | ---------------- | ----------------- | ------------------------ | ------------------------ | --------------- | ------------------- | --------------- | -------------------- |
| 2017  | Q1               | Sabina Sharipova  | Q2                       | Sara Errani              | Q1              | Kristie Ahn         | Q1              | Sachia Vickery       |
| 2018  | —                | —                 | Q3                       | Barbora Krejčíková       | Q2              | Barbora Štefková    | Q2              | Patty Schnyder       |
| 2019  | 1er tour (1/64)  | Sofia Kenin       | 3e tour (1/16)           | Kaia Kanepi              | 2e tour (1/32)  | Caroline Wozniacki  | 1er tour (1/64) | Francesca Di Lorenzo |
| 2020  | 1er tour (1/64)  | S. Sorribes Tormo | 2e tour (1/32)           | Petra Martić             | Annulé          | Annulé              | 1er tour (1/64) | Iga Świątek          |
| 2021  | 3e tour (1/16)   | Simona Halep      | 2e tour (1/32)           | Kateřina Siniaková       | 1er tour (1/64) | Viktorija Golubic   | 1er tour (1/64) | Sorana Cîrstea       |
| 2022  | 3e tour (1/16)   | María Sákkari     | 1/4 de finale            | Daria Kasatkina          | —               | —                   | 1/8 de finale   | Ons Jabeur           |
| 2023  | 2e tour (1/32)   | Katie Volynets    | 1er tour (1/64)          | A. K. Schmiedlová        | 2e tour (1/32)  | Markéta Vondroušová | 1er tour (1/64) | Bernarda Pera        |
| 2024  | 1er tour (1/64)  | Viktorija Golubic | 1er tour (1/64)          | Marie Bouzková           | 1er tour (1/64) | Barbora Krejčíková  | 1er tour (1/64) | Elise Mertens        |
| 2025  | 1/8 de finale    | Elina Svitolina   | 3e tour (1/16)           | Ekaterina Alexandrova    | 2e tour (1/32)  | Emma Navarro        |                 |                      |

N.B. : à droite du résultat se trouve le nom de l'ultime adversaire.

### En double dames
| 2017 | —                                                                                       | —                                                                                      | 1er tour (1/32) N. Dzalamidze \|\| style="text-align:left;" \| A. Krunić A. Tomljanović | 2e tour (1/16) N. Dzalamidze \|\| style="text-align:left;" \| Chan Y.-j. M. Hingis        | 1er tour (1/32) N. Dzalamidze \|\| style="text-align:left;" \| A. Barty C. Dellacqua  |  |
| 2018 | 1er tour (1/32) A. Sabalenka \|\| style="text-align:left;" \| S. Cîrstea B. Haddad Maia | 1er tour (1/32) A. Kudryavtseva \|\| style="text-align:left;" \| K. Bertens J. Larsson | 2e tour (1/16) A. Sabalenka \|\| style="text-align:left;" \| L. Hradecká Hsieh S.-w.    | 1er tour (1/32) E. Hozumi \|\| style="text-align:left;" \| S. Stosur Zhang S.             |                                                                                       |  |
| 2019 | 2e tour (1/16) S. Santamaria \|\| style="text-align:left;" \| E. Mertens A. Sabalenka   | 1er tour (1/32) G. Voskoboeva \|\| style="text-align:left;" \| S. Stosur Zhang S.      | 1er tour (1/32) J. Ostapenko \|\| style="text-align:left;" \| A. Cornet P. Martić       | 1er tour (1/32) G. Voskoboeva \|\| style="text-align:left;" \| A.L. Friedsam L. Siegemund |                                                                                       |  |
| 2020 | 1/8 de finale A. Riske \|\| style="text-align:left;" \| E. Mertens A. Sabalenka         | 1/8 de finale Zhang S. \|\| style="text-align:left;" \| S. Kenin B. Mattek-Sands       | Annulé                                                                                  | Annulé                                                                                    | 1/2 finale A. Blinkova \|\| style="text-align:left;" \| L. Siegemund V. Zvonareva     |  |
| 2021 | 1er tour (1/32) A. Blinkova \|\| style="text-align:left;" \| B. Pera R. van der Hoek    | 1er tour (1/32) E. Vesnina \|\| style="text-align:left;" \| A.L. Friedsam Wang Y.      | Finale E. Vesnina                                                                       | Hsieh S.-w. E. Mertens                                                                    | 1/8 de finale B. Mattek-Sands \|\| style="text-align:left;" \| C. Dolehide S. Sanders |  |
| 2022 | 1/2 finale E. Mertens \|\| style="text-align:left;" \| B. Krejčíková K. Siniaková       | 1/8 de finale E. Mertens \|\| style="text-align:left;" \| Xu Y. Yang Z.                | —                                                                                       | —                                                                                         | 2e tour (1/16) E. Mertens \|\| Forfait                                                |  |
| 2023 | 1er tour (1/32) L. Samsonova \|\| style="text-align:left;" \| S. Hunter E. Mertens      | 1/4 de finale L. Samsonova \|\| style="text-align:left;" \| Hsieh S.-w. Wang Xn.       | —                                                                                       | —                                                                                         | 2e tour (1/16) L. Samsonova \|\| style="text-align:left;" \| J. Brady L. Stefani      |  |
| 2024 | 2e tour (1/16) A. Pavlyuchenkova \|\| Forfait                                           | 1/8 de finale Chan H.-c. \|\| style="text-align:left;" \| C. Dolehide D. Krawczyk      | 1/8 de finale Chan H.-c. \|\| style="text-align:left;" \| B. Krejčíková L. Siegemund    | 1/2 finale Chan H.-c. \|\| style="text-align:left;" \| L. Kichenok J. Ostapenko           |                                                                                       |  |
| 2025 | 2e tour (1/16) E. Shibahara \|\| style="text-align:left;" \| Wang Xn. Zheng S.          | 1/4 de finale E. Mertens \|\| style="text-align:left;" \| S. Errani J. Paolini         | Victoire E. Mertens                                                                     | Hsieh S.-w. J. Ostapenko                                                                  |                                                                                       |  |

N.B. : le nom de la partenaire se trouve sous le résultat ; les noms des ultimes adversaires se trouvent à droite.

### En double mixte
| 2024 | 2e tour (1/8) L. Glasspool \|\| style="text-align:left;" \| D. Krawczyk N. Skupski | 1er tour (1/16) R. Bopanna \|\| style="text-align:left;" \| L. Samsonova A. Vavassori | — | — | — | — |

N.B. : le nom du partenaire se trouve sous le résultat ; les noms des ultimes adversaires se trouvent à droite.

## Parcours en «Premier» et WTA 1000
Les tournois WTA « Premier Mandatory » et « Premier 5 » (entre 2009 et 2020) et WTA 1000 (à partir de 2021) constituent les catégories d'épreuves les plus prestigieuses, après les quatre levées du Grand Chelem. 

De 2009 à 2023, les tournois Premier Mandatory (dits tournois WTA 1000 obligatoires entre 2021 et 2023) regroupent Indian Wells, Miami, Madrid et Pékin, les autres constituant les tournois Premier 5 (tournois WTA 1000 non-obligatoires). À partir de 2024, le nombre de tournois WTA 1000 passe à 10 par saison (fin de l’alternance Doha / Dubaï), ces derniers devenant tous obligatoires et offrant tous 1000 points à la vainqueure (contre 900 points précédemment pour les tournois Premier 5).

### En simple dames
| Année |       |                            |                             |                             |                               |                           |                              |                                |                              |                                   |  |                               |
| Doha  | Dubaï | Indian Wells               | Miami                       | Madrid                      | Rome                          | Canada                    | Cincinnati                   | Pékin                          |                              | Wuhan                             |  |                               |
| Doha  | Dubaï | Indian Wells               | Miami                       | Madrid                      | Rome                          | Canada                    | Cincinnati                   | Pékin                          | Guadalajara                  |                                   |  |                               |
| Doha  | Dubaï | Indian Wells               | Miami                       | Madrid                      | Rome                          | Canada                    | Cincinnati                   | Pékin                          |                              |                                   |  |                               |
| 2019  |       | WTA 500                    |                             |                             |                               |                           |                              |                                | 2e tour (1/16) R. Peterson   | 1er tour (1/32) A. Pavlyuchenkova |  | 3e tour (1/8) P. Martić       |
| 2020  |       | 2e tour (1/16) B. Bencic   | WTA 500                     | Annulé                      | Annulé                        | Annulé                    | 1er tour (1/32) B. Strýcová  | Annulé                         | 3e tour (1/8) E. Mertens     | Annulé                            |  | Annulé                        |
| 2021  |       | WTA 500                    | 2e tour (1/16) B. Bencic    | 3e tour (1/16) I. Świątek   | 3e tour (1/16) A. Sabalenka   | 3e tour (1/8) P. Kvitová  | 3e tour (1/8) A. Barty       | 2e tour (1/16) M. Sákkari      | 2e tour (1/16) P. Kvitová    | Annulé                            |  | Annulé                        |
| 2022  |       | 1er tour (1/32) A. Rus     | WTA 500                     | 1/4 de finale P. Badosa     | 4e tour (1/8) P. Kvitová      | 1er tour (1/32) P. Badosa | 1er tour (1/32) A. Sasnovich | 1er tour (1/32) A. Tomljanović | 3e tour (1/8) A. Tomljanović | Hors calendrier                   |  | 1/4 de finale M. Sákkari      |
| 2023  |       | WTA 500                    | 1er tour (1/32) A. Kalinina | 3e tour (1/16) Ka. Plíšková | 2e tour (1/32) M. Vondroušová | 1/2 finale I. Świątek     | 1/2 finale A. Kalinina       |                                | 1er tour (1/32) V. Williams  | 3e tour (1/16) C. Gauff           |  | 3e tour (1/8) V. Azarenka     |
| 2024  |       | 1er tour (1/32) D. Collins | 2e tour (1/16) S. Cîrstea   | 3e tour (1/16) A. Kerber    | 2e tour (1/32) Wang Xn.       | 2e tour (1/32) M. Carlé   | 2e tour (1/32) A. Kerber     |                                |                              | 3e tour (1/16) J. Pegula          |  | 2e tour (1/16) B. Haddad Maia |
| 2025  |       | 1er tour (1/32) M. Linette | 2e tour (1/16) A. Sabalenka | 1er tour (1/64) J. Cristian | 2e tour (1/32) M. Andreeva    | 3e tour (1/16) M. Kostyuk | 3e tour (1/16) E. Raducanu   | 3e tour (1/16) C. Gauff        | 1/2 finale J. Paolini        |                                   |  |                               |

Sous le résultat, l’ultime adversaire.
1. 1 2   Les tournois de Doha et Dubaï alternent le statut de tournoi WTA 1000 (ex Premier 5) entre 2009 et 2023 : les trois premières éditions ont lieu à Dubaï, les trois suivantes à Doha, puis Dubaï accueille le tournoi de cette catégorie les années impaires et Dubaï les années paires. De 2011 à 2023, la ville qui n’accueille pas de WTA 1000 organise à la place un tournoi WTA 500 (ex Premier).
2. 1 2 3 4 5 6 7   L’ordre de déroulement des tournois a évolué depuis 2009 : Rome se dispute avant Madrid et Cincinnati avant Montréal/Toronto jusqu’en 2010, tandis que Tokyo (2009-2013)-Wuhan (2014-2019, 2024-)-Guadalajara (2022-2023) ont lieu avant Pékin jusqu’en 2023.
3. 1 2 3 4 5 6 7 8  Du fait de la pandémie de Covid-19, les tournois d’Indian Wells, de Miami, de Madrid, du Canada, de Wuhan et de Pékin sont annulés en 2020. Ces deux derniers le sont également en 2021. Pour des raisons d’organisation, le tournoi de Cincinnati 2020 a exceptionnellement lieu à Flushing Meadows à New York.
4. ↑  Le 1er décembre 2021, le président de la WTA, Steve Simon, annonce que tous les tournois prévus en Chine et à Hong Kong sont suspendus à partir de 2022, en raison de préoccupations concernant la sécurité et le bien-être de la joueuse de tennis chinoise Peng Shuai après ses allégations de relations sexuelles non-consenties avec Zhang Gaoli, membre de haut rang du Parti communiste chinois. Le tournoi de Pékin revient en 2023. Le tournoi de Guadalajara remplace celui de Wuhan pendant deux ans, ce dernier réapparaissant en 2024.

## Parcours au Masters

### En double dames
| # | Date       | Nom de l'édition      | ($)       | Surface    | Résultat | Partenaire    | Ultimes adversaires                   | Score            |          |
| - | ---------- | --------------------- | --------- | ---------- | -------- | ------------- | ------------------------------------- | ---------------- | -------- |
| 1 | 31/10/2022 | WTA Finals Fort Worth | 5 000 000 | Dur (int.) | Victoire | Elise Mertens | Barbora Krejčíková Kateřina Siniaková | 6-2, 4-6, [11-9] | Parcours |

## Parcours aux Jeux olympiques

### En simple dames
| # | Date       | Nom de l'olympiade         | Surface    | Résultat        | Ultime adversaire | Score    |          |
| - | ---------- | -------------------------- | ---------- | --------------- | ----------------- | -------- | -------- |
| 1 | 31/07/2021 | Olympic Tennis Event Tokyo | Dur (ext.) | 1er tour (1/32) | Garbiñe Muguruza  | 7-5, 7-5 | Parcours |

### En double dames
| # | Date       | Nom de l'olympiade         | Surface    | Résultat                 | Partenaire    | Ultimes adversaires           | Score    |          |
| - | ---------- | -------------------------- | ---------- | ------------------------ | ------------- | ----------------------------- | -------- | -------- |
| 1 | 01/08/2021 | Olympic Tennis Event Tokyo | Dur (ext.) | 4e place (petite finale) | Elena Vesnina | Laura Pigossi · Luisa Stefani | 7-5, 6-1 | Parcours |

## Parcours en Fed Cup
| #                                                                | Date       | Lieu       | Surface    | Gagnante(s)                             | Perdante(s)                          | Score    |          |
| ---------------------------------------------------------------- | ---------- | ---------- | ---------- | --------------------------------------- | ------------------------------------ | -------- | -------- |
|                                                                  |            |            |            |                                         |                                      |          |          |
| 2014 - 1er tour (groupe mondial) - Australie - Russie - 4 : 0    |            |            |            |                                         |                                      |          |          |
| 1                                                                | 08/02/2014 | Hobart     | Dur (ext.) | Samantha Stosur                         | Veronika Kudermetova                 | 6-4, 6-0 | Parcours |
|                                                                  |            |            |            |                                         |                                      |          |          |
| 2018 - 1er tour (groupe mondial II) - Slovaquie - Russie : 4 : 1 |            |            |            |                                         |                                      |          |          |
| 2                                                                | 10/02/2018 | Bratislava | Dur (int.) | Jana Čepelová Anna Karolína Schmiedlová | Anna Kalinskaya Veronika Kudermetova | 6-3, 6-2 | Parcours |

## Classements WTA en fin de saison
| Année          | 2012 | 2013 | 2014 | 2015 | 2016 | 2017 | 2018 | 2019 | 2020 | 2021 | 2022 | 2023 | 2024 |
| Rang en simple | 715  | 671  | 343  | 400  | 210  | 257  | 115  | 41   | 46   | 31   | 9    | 19   | 77   |
| Rang en double | 887  | 420  | 198  | 230  | 107  | 58   | 64   | 25   | 24   | 14   | 2    | 29   | 17   |

Source : (en) Classements de Veronika Kudermetova sur le site officiel de la Fédération internationale de tennis

## Records et statistiques

### Confrontations avec ses principales adversaires
Confrontations lors des différents tournois WTA avec ses principales adversaires (5 confrontations minimum et avoir été membre du top 10). Classement par pourcentage de victoires. Situation au 18 août 2025 :
| Joueuse             | Meilleur classement | Confrontations | Victoires | Défaites | Pourcentage de victoires | Dernière confrontation                        |
| ------------------- | ------------------- | -------------- | --------- | -------- | ------------------------ | --------------------------------------------- |
| Elena Rybakina      | 3                   | 5              | 0         | 5        | 0                        | défaite (4-6, 5-7) à Berlin 2024              |
| Iga Świątek         | 1                   | 5              | 1         | 4        | 20                       | victoire (6-2, 2-6, 6-4) à Tokyo 2023         |
| María Sákkari       | 3                   | 5              | 1         | 4        | 20                       | défaite (2-6, 4-6) à Charleston 2024          |
| Aryna Sabalenka     | 1                   | 6              | 2         | 4        | 33,3                     | défaite (3-6, 4-6) à Dubaï 2025               |
| Belinda Bencic      | 4                   | 11             | 5         | 6        | 45,4                     | victoire (6-4, 7-6) à Cincinnati 2025         |
| Beatriz Haddad Maia | 10                  | 5              | 3         | 2        | 60                       | victoire (6-4, 6-2) à l'Open d'Australie 2025 |
| Jasmine Paolini     | 4                   | 5              | 3         | 2        | 60                       | défaite (3-6, 7-6, 3-6) à Cincinnati 2025     |
| Barbora Krejčíková  | 2                   | 6              | 4         | 2        | 66,7                     | victoire (6-0, 6-3) à Roland-Garros 2025      |
| Paula Badosa        | 2                   | 6              | 4         | 2        | 66.7                     | victoire (6-3, 2-1 ab.) à Roland-Garros 2022  |

### Victoires sur le top 10
Toutes ses victoires sur des joueuses classées dans le top 10 de la WTA lors de la rencontre.
| Légende              |
| -------------------- |
| Grand Chelem         |
| Masters              |
| Premier 5 / WTA 1000 |
| Premier / WTA 500    |
| WTA 250              |
| Fed Cup              |

| #  | Rang  |  | Tournoi       | Année | Surface      |                | Adversaire        | Rang   | Tour          | Score          | Tableau |
| -- | ----- |  | ------------- | ----- | ------------ | -------------- | ----------------- | ------ | ------------- | -------------- | ------- |
| 1  | no 45 |  | Wuhan         | 2019  | Dur          |                | Belinda Bencic    | no 10  | 1/16          | 2-6, 6-3, 6-4  | Tableau |
| 2  | no 42 |  | Moscou        | 2019  | Dur (int.)   |                | Elina Svitolina   | no 4   | 1/8           | 6-2, 1-6, 7-5  | Tableau |
| 3  | no 41 |  | Cincinnati    | 2020  | Dur          |                | Karolína Plíšková | no 3   | 1/16          | 7-5, 6-4       | Tableau |
| 4  | no 42 |  | Ostrava       | 2020  | Dur (int.)   |                | Karolína Plíšková | no 4   | 1/8           | 4-6, 6-4, 6-3  | Tableau |
| 5  | no 46 |  | Abou Dabi     | 2021  | Dur          |                | Elina Svitolina   | no 5   | 1/4           | 5-7, 6-3, 7-63 | Tableau |
| 6  | no 28 |  | Madrid        | 2021  | Terre battue |                | Kiki Bertens      | no 10  | 1/16          | 6-4, 6-3       | Tableau |
| 7  | no 31 |  | Dubaï         | 2022  | Dur          |                | Garbiñe Muguruza  | no 7   | 1/8           | 3-6, 6-4, 6-4  | Tableau |
| 8  | no 29 |  | Roland Garros | 2022  | Terre battue |                | Paula Badosa      | no 4   | 1/16          | 6-3, 2-1 ab.   | Tableau |
| 11 | no 11 |  | Doha          | 2023  | Dur          |                | Coco Gauff        | no 6   | 1/4           | 6-2, 3-6, 6-1  | Tableau |
| 12 | no 13 |  | Madrid        | 2023  | Terre battue |                | Daria Kasatkina   | no 8   | 1/8           | 7-5, 1-6, 7-62 | Tableau |
| 13 | no 13 |  | Madrid        | 2023  | Terre battue | Jessica Pegula | no 3              | 1/4    | 6-4, 0-6, 6-4 |                | Tableau |
| 14 | no 13 |  | Berlin        | 2023  | Gazon        |                | Aryna Sabalenka   | no 2   | 1/8           | 6-2, 7-62      | Tableau |
| 15 | no 19 |  | Tokyo         | 2023  | Dur          |                | Iga Świątek       | no 2   | 1/4           | 6-2, 2-6, 6-4  | Tableau |
| 16 | no 19 |  | Tokyo         | 2023  | Dur          | Jessica Pegula | no 4              | Finale | 7-5, 6-1      |                | Tableau |